# Черкесы в Египте
Черкесы в Египте (адыг. Мысыр адыгэ) — диаспора адыгов численностью около 15 тыс. граждан Египта.

## История
Черкесы в Египте большей частью являются потомками  мамлюков, которые служили в армиях арабских халифов с IX века.
История Египта средних веков тесно связана с адыгами (черкесами), так как черкесские мамлюки продолжительное время правили Египтом — см. Мамлюки.
- Мухаммед Ахмед ибн Ийас аль Ханафи (1448—1524) — более известен как Ибн Ийас —  египетский историк средневековья, мамлюкского (черкесского) происхождения[1], автор многотомной хроники «Диковинки цветов в событиях веков», которая есть самое значительное произведение египетской историографии кануна потери независимости, поскольку незадолго до его смерти Египет попал под многовековое владычество Османской империи. Его хроника охватывает историю Египта ровно за девять столетий — от возникновения ислама в 622 г. до 1521 г. События, происходившие до XV в., изложены кратко с использованием сочинений 37 авторов, современные же автору события описаны в значительной степени по личным наблюдениям.

## Адыги  которые вошли в историю Египта
- Фавзи, Мохаммед
- Фавзи Махмуд[2] — адыг (шапсуг из рода «Хьэхъу»), гос деятель Египта. С его именем связано целое направление в египетской дипломатии. С 1946 постоянный представитель Египта в ООН, посол в Великобритании, министр иностранных дел Египта, заместитель премьер-министра, специальный помощник президента Насера по иностранным делам, премьер-министр Египта.
- Сибаи Юсуф (ас-Сибаи) (1917—1978) — известный арабский писатель[3], адыгского происхождения, видный общественный деятель Египта, генеральный секретарь Организации солидарности народов Азии и Африки, руководитель союза писателей Египта, министр культуры. Его романы и пьесы экранизированы, переведены на иностранные языки. Награждён Золотой медалью мира им.Жолио-Кюри (1960), а также премией «Лотос» (1974).